# Puig de Mas d'en Coll
El Puig de Mas d'en Coll és una muntanya de 1.031 metres que es troba al municipi de Montagut i Oix, a la comarca catalana de la Garrotxa.